# Sara Moreira
Sara Isabel Fonseca Moreira, portugalska atletinja, * 17. oktober 1985, Santo Tirso, Portugalska.
Nastopila je na poletnih olimpijskih igrah v letih 2008, 2012 in 2016, leta 2012 je osvojila štirinajsto mesto v teka na 10000 m. Na evropskih prvenstvih je osvojila naslov prvakinje v polmaratonu leta 2016 ter srebrno in bronasto medaljo v teku na 5000 m, na evropskih dvoranskih prvenstvih pa zlato in srebrno medaljo v teku na 3000 m. Leta 2011 je prejela šestmesečno prepoved nastopanja zaradi dopinga.